# Твърде лично
„Твърде лично“ (на английски: Taken) е френски англоезичен екшън трилър от 2008 г. на режисьора Пиер Морел, а сценарият е на Люк Бесон и Робърт Марк Кеймън. Във филма участват Лиъм Нийсън, Маги Грейс, Фамке Янсен, Кейти Касиди, Лейланд Орсър, Джон Грийс, Дейвид Уаршовски, Холи Валънс и Ксандър Бъркли. Премиерата на филма се състои в Франция на 27 февруари 2008 г. от „ЕвропаКорп“, и по-късно в Съединените щати на 30 януари 2009 г. от „Туентиът Сенчъри Фокс“.